# Bukovany (ort i Tjeckien, Karlovy Vary)
Bukovany är en ort i Tjeckien.   Den ligger i regionen Karlovy Vary, i den västra delen av landet, 130 km väster om huvudstaden Prag. Bukovany ligger 455 meter över havet och antalet invånare är 1 808.
Terrängen runt Bukovany är kuperad österut, men västerut är den platt. Runt Bukovany är det ganska tätbefolkat, med 134 invånare per kvadratkilometer. Närmaste större samhälle är Sokolov, 5,1 km öster om Bukovany. Runt Bukovany är det i huvudsak tätbebyggt.